# Bờ cong nhỏ dạ dày

Dạ dày gồm tâm vị, đáy vị, thân vị, hang vị, môn vị với hình dạng chữ J. Trong đó phần thân vị là phần ở giữa phình ra to nhất của dạ dày. Do cấu trúc dạ dày hình chữ J mà phần thân vị sẽ có 2 bờ cong gồm:
- Bờ cong lớn (greater curvature): có chiều dài dài hơn, dạng lồi, vị trí nằm phía bên ngoài bên trái ổ bụng
- Bờ cong nhỏ (lesser curvature): có chiều dài ngắn hơn, dạng lõm và nằm ở phía trong.

Bờ cong nhỏ cũng là một phần nối giữa tâm vị và môn vị, nó đi xuống dưới như một phần tiếp theo của bờ phải dạ dày thực quản, sau đó quay sang phải, đi qua đốt sống thắt lưng đầu tiên và kết thúc ở môn vị. Bờ cong nhỏ còn gắn vào 2 lớp của dây chằng gan dạ dày, giữa 2 lớp này là hệ thống mạch máu giúp cấp máu nuôi dưỡng dạ dày.

## Nguyên nhân bờ cong nhỏ hay bị viêm loét
Thức ăn từ thực quản khi đi xuống dạ dày có xu hướng tiếp xúc với bờ cong nhỏ nhiều hơn so với bờ cong lớn. Khi tiếp xúc với thức ăn, dạ dày kích hoạt khả năng co bóp và tiết acid để tiêu hóa, bờ cong nhỏ là vị trí sẽ hoạt động liên tục nhiều nhất lại có áp lực từ thức ăn nhiều tạo điều kiện hình thành các vết loét, viêm nhiễm. 
Cũng chính vì lý do này mà bở cong nhỏ dạ dày khi bị tổn thương thường lâu lành và dễ tiến triển nặng.
Bên cạnh cơ chế hoạt động thì các nguyên nhân khác tác động gây tổn thương cho bờ cong nhỏ dạ dày gồm:
- Vi khuẩn H. pylori
- Thuốc giảm đau
- Bia rượu
- Căng thẳng, stress kéo dài....
- Ăn uống không khoa học[3]

## Triệu chứng bệnh
Bờ cong nhỏ dạ dày bị viêm loét có thể có các triệu chứng như đau bụng vùng thượng vị, buồn nôn và nôn, đầy hơi, chán ăn và ợ nóng. Trường hợp nặng hơn có thể nôn ra máu, đi tiêu phân đen.
Ngoài ra nếu không được điều trị, viêm loét bờ cong nhỏ dạ dày có thể gây thủng dạ dày, xuất huyết dạ dày, hẹp môn vị hoặc ung thư dạ dày.

## Chẩn đoán
Để chẩn đoán kết hợp chẩn đoán lâm sàng dựa vào triệu chứng kết hợp cùng các phương pháp cận lâm sàng như:
- Nội soi dạ dày
- CT cắt lớp có dùng thuốc cản quang
- Xét nghiệm máu và xét nghiệm phân có thể giúp chẩn đoán tìm nguyên nhân ký sinh trùng, vi khuẩn.
- Trường hợp nghi ngờ ung thư, tiền ung thư sẽ lấy mô bệnh học mẫu sinh thiết [3]

## Điều trị
Sử dụng thuốc để điều trị triệu chứng, nguyên nhân đồng thời kết hợp với lối sống sinh hoạt
Các loại thuốc có thể được chỉ định như: thuốc kháng sinh diệt vi khuẩn H.pylori, thuốc ức chế bơm Proton, thuốc kháng thụ thể histamin H2, thuốc trung hòa acid, thuốc bảo vệ niêm mạc dạ ày.
Thay đổi lối sống: ăn đúng giờ, ngủ đủ giấc; chia nhỏ bữa ăn; tránh ăn quá no hoặc quá đói; hạn chế thực phẩm gây kích ứng như đồ cay, rượu bia...